# Цикерман, Леонид Яковлевич
Леонид Яковлевич Цикерман (1912 — ?? (не ранее 1985)) — советский учёный в области защиты металлов от коррозии и промышленной электроники, доктор технических наук, профессор, лауреат Сталинской премии 3-й степени (1951).
В 1946 году защитил кандидатскую диссертацию:
- Автоматическое выключение водопроводов в аварийных случаях : диссертация … кандидата технических наук : 05.00.00. — Москва, 1946. — 203 с. разд. паг. : ил.

Работал в Академии коммунального хозяйства имени К. Д. Памфилова: младший, старший научный сотрудник.
В 1951 году в составе коллектива присуждена Сталинская премия 3-й степени — за автоматизацию основных технологических процессов Сталинской водопроводной станции.
В 1959 году защитил докторскую диссертацию:
- Теория и практика защиты подземных металлических трубопроводов противокоррозионными покрытиями : диссертация … доктора технических наук : 05.00.00. — Москва, 1958. — 409 с. : ил. + Прил. (59 с.; 13 с.: ил.; Библиогр.: с. 59).

В последующем до начала 1990-х гг. работал в МАДИ. В 1962 году организовал кафедру промышленной электроники и автоматики и заведовал ею до 1984 года.
Профессор (1962).
Под его руководством был организован первый вычислительный центр МАДИ, который впоследствии стал самостоятельным подразделением, начата подготовка инженеров по автоматизации производственных процессов.
Рассчитал формулу предполагаемой глубины коррозии арматуры.
Сын - Александр Леонидович Цикерман, кандидат технических наук (1970).
Сочинения:
- Защита напорных трубопроводов [Текст] / Л. Я. Цикерман, канд. техн. наук ; Акад. коммун. хозяйства им. К. Д. Памфилова. — Москва ; Ленинград : изд. и тип. Изд-ва М-ва коммун. хозяйства РСФСР в Перове, 1950. — 216 с., 2 л. схем. : ил.; 22 см.
- Борьба с коррозией подземных металлических трубопроводов [Текст] / Лауреат Сталинской премии канд. техн. наук Л. Я. Цикерман. — Москва ; Ленинград : Гос. изд-во лит. по стр-ву и архитектуре, 1951. — 156 с. : черт.; 22 см.
- Измерение уровней в системах водоснабжения [Текст] / Л. Я. Цикерман, Е. А. Ефремов, лауреаты Сталинской премии. — Москва : Изд-во М-ва коммун. хозяйства РСФСР, 1954. — 100 с., 1 л. схем. : ил.; 22 см.
- Защита напорных трубопроводов [Текст] / Л. Я. Цикерман, канд. техн. наук лауреат Сталинской премии. — 2-е изд., доп. и перераб. — Москва : Изд-во М-ва коммун. хозяйства РСФСР, 1954. — 216 с., 2 л. схем. : ил.; 22 см.
- Расчет упоров и якорей напорных трубопроводов [Текст] / Л. Я. Цикерман, канд. техн. наук. — Москва : Изд-во М-ва коммун. хозяйства РСФСР, 1956. — 106 с. : черт.; 22 см.
- Расчет противокоррозионных изолирующих оболочек подземных металлических трубопроводов [Текст]. — Москва : Изд-во М-ва коммун. хозяйства РСФСР, 1958. — 128 с., 2 л. табл. : ил.; 23 см.
- Расчет катодной защиты трубопроводов [Текст] / Л. Я. Цикерман, К. К. Никольский, Л. Д. Разумов. — Москва : Госстройиздат, 1958. — 142 с., 1 л. граф. : ил.; 22 см.
- Исполнительные механизмы для автоматизации производственных процессов в коммунальном хозяйстве [Текст] / Л. Я. Цикерман, Е. А. Ефремов. — Москва : Изд-во М-ва коммун. хозяйства РСФСР, 1959. — 103 с. : ил.; 22 см.
- Противокоррозионная изоляция подземных металлических трубопроводов [Текст]. — Москва : Госстройиздат, 1960. — 184 с. : черт.; 23 см.
- Противокоррозионные покрытия для подземных трубопроводов [Текст] / Л. Я. Цикерман, В. В. Красноярский. — Москва : Гостоптехиздат, 1962. — 180 с. : черт.; 22 см.
- Промышленная электроника [Текст] / Л. Я. Цикерман, Н. В. Морозова, А. А. Ракин, А. Я. Пиковская. — Москва : Высш. школа, 1964. — 120 с. : ил.; 21 см.
- Измерение уровней жидкостей и сыпучих материалов в коммунальном хозяйстве [Текст] / Л. Я. Цикерман, Е. А. Ефремов. — Москва : Стройиздат, 1964. — 266 с., 2 л. схем. : ил.; 22 см.
- Индуктивные преобразователи для автоматизации контроля перемещений [Текст] / Л. Я. Цикерман, Р. Ю. Котляр. — Москва : Машиностроение, 1966. — 112 с. : черт.; 20 см.
- Долгосрочный прогноз опасности грунтовой коррозии металлов = Долгосрочный прогноз грунтовой коррозии [Текст] / Л. Я. Цикерман, д-р техн. наук проф. — Москва : Недра, 1966. — 175 с. : ил.; 23 см.
- Коррозия и защита подземных металлических сооружений [Текст] : [Учеб. пособие для вузов] / В. В. Красноярский, Л. Я. Цикерман. — Москва : Высш. школа, 1968. — 296 с. : ил.; 21 см.
- Проектирование, монтаж и эксплуатация систем автоматики [Текст] : Исполнит. механизмы для автоматизации произв. процессов : [Учеб. пособие для специальности «Автоматизация произв. процессов в стр-ве»] / Л. Я. Цикерман, д-р техн. наук, проф., лауреат Гос. премии, В. В. Шимкович, канд. техн. наук. — Москва : Высш. школа, 1971. — 312 с. : ил.; 22 см.
- Конспект лекций по курсу «Промышленная электроника» [Текст] : Учеб. пособие / Л. Я. Цикерман, Н. М. Куликовская, В. В. Балыгин, Н. В. Морозова ; М-во высш. и сред. спец. образования СССР. Моск. автомоб.-дор. ин-т. Кафедра пром. электроники и автоматики. — Москва : [б. и.], 1971. — 143 с. : ил.; 20 см.
- Автоматическая диагностика и прогнозирование технического состояния автомобиля [Текст] / Л. Я. Цикерман, М. Л. Брайнин, В. И. Пал, А. Л. Шадур ; Под ред. докт. техн. наук проф. Л. Я. Цикермана ; Моск. автомоб.-дор. ин-т. Фак. повышения квалификации преподавателей высш. учеб. заведений. — Москва : Высш. школа, 1972. — 271 с. : ил.; 20 см.
- Диагностика коррозии трубопроводов с применением ЭВМ [Текст]. — Москва : Недра, 1972. — 240 с. : черт.; 22 см.
- Глубинные анодные заземлители для противокоррозионных установок [Текст] / Л. Я. Цикерман, Г. С. Кесельман. — Москва : Металлургия, 1966. — 91 с. : черт.; 21 см.
- Диагностика коррозии трубопроводов с применением ЭВМ = Диагностика коррозии трубопроводов с применением электронных вычислительных машин [Текст] / Л. Я. Цикерман. — 2-е изд., перераб. и доп. — Москва : Недра, 1977. — 319 с. : ил.; 22 см.
- Организация систем [Текст] : учебное пособие : [В 2 ч.] / Л. Я. Цикерман ; Моск. автомоб.-дор. ин-т. — Москва : МАДИ, 1977-. Ч. 1. — 1977. — 129 с. : ил. Ч. 2 [Текст] : (Конспект лекций). — 1977. — 129 с. : ил. Ч. 3. — 1983. — 89 с. : ил. Ч. 4. — 1985. — 83 с. : ил.